# Ulwembua ranomafana
Ulwembua ranomafana är en spindelart som beskrevs av Griswold 1997. Ulwembua ranomafana ingår i släktet Ulwembua och familjen Cyatholipidae.
Artens utbredningsområde är Madagaskar. Inga underarter finns listade i Catalogue of Life.